# Psycho (romanzo)
Psycho  è un romanzo thriller-horror del 1959, scritto da Robert Bloch.
Nella prima edizione italiana fu pubblicato con il titolo Il passato che urla; solo a partire dal 1965, dopo il successo del film Psyco di Alfred Hitchcock del 1960, le successive edizioni e traduzioni mantennero il titolo originale.
Il libro diventò un best seller da cui furono tratti sei film, una serie televisiva e un documentario.

## Trama
Mary Crane è una giovane di Phoenix, impiegata della compagnia immobiliare Lowery Agency. Quando un cliente dell'agenzia le affida il pagamento di 40 000 dollari in contanti, la ragazza decide d'istinto di rubare la somma, e fugge verso la cittadina di Fairvale, dove vive il suo fidanzato Sam Loomis, con l'intenzione di aiutarlo a sanare dei debiti. Giunta nei pressi di un'autostrada, tuttavia, la donna si perde: decide così di passare la notte nell'unico albergo della zona, il Bates Motel.
Mary incontra il proprietario del motel, Norman Bates, un uomo inquietante che vive da solo con la dispotica madre Norma. Dopo averle assegnato una stanza, con una scusa Norman invita Mary a cenare con lui; durante la cena, Norman parla dei problemi che ha con sua madre: lui la disprezza per il fatto che lei lo ritenga un buono a nulla, ma allo stesso tempo non riesce a staccarsene. Mary gli domanda se non sia meglio ricoverarla in una casa di cura: questa frase turba oltremodo Norman. Finita la cena, Mary torna nella sua stanza, scoprendosi pentita del furto: si convince così di tornare a Phoenix e restituire il denaro. Mentre si sta facendo la doccia, tuttavia, irrompe nella sua stanza quella che sembra una vecchia signora, che con un coltello da cucina decapita Mary.
Alcuni giorni dopo Lila Crane, sorella di Mary, si reca da Sam Loomis per rintracciarla, ma scopre che in realtà anche lui non ha sue notizie da ben prima che sparisse. I due vengono avvicinati da Milton Arbogast, un investigatore privato assoldato dalla Lowery per ritrovare Mary e i 40 000 dollari che ha sottratto. L'investigatore ha seguito le tracce di Mary fino all'autostrada, arrivando a desumere che la donna si sia recata da Sam; appurato che nemmeno l'uomo abbia la minima idea di dove si trovi Mary, Arbogast giunge infine al Bates Motel, dove ha un colloquio con Norman. Questi gli rivela che in effetti Mary ha soggiornato presso il motel e ha cenato con lui e sua madre, ma è ripartita il giorno dopo. Arbogast telefona quindi a Lila e Sam per riferire quanto ha scoperto; insospettito dalle risposte di Norman, tuttavia, dice di voler parlare con sua madre. Irrompe così in casa dei Bates, dove però viene sgozzato dalla donna.
Norman fa sparire il cadavere di Arbogast come aveva fatto con quello di Mary, ma è tormentato dal terrore di essere scoperto. Nel frattempo Sam e Lila, messi in allarme dalla scomparsa di Arbogast, chiedono allo sceriffo di Fairvale informazioni sui Bates: questi rivela che Norma si è suicidata molti anni prima, insieme al suo nuovo compagno; in seguito alla sua morte, Norman aveva sofferto di esaurimento nervoso; dopo essere guarito, viene da tutti giudicato innocuo. Sam e Loomis spingono lo sceriffo a fare un sopralluogo in casa Bates, ma il controllo serve solo a rilevare che nell'abitazione non c'è alcuna persona oltre a Norman.
Insospettiti, Sam e Lila si recano al motel fingendosi marito e moglie; approfittando dell'assenza di Norman, i due ispezionano l'edificio, invano. Tornato Norman, mentre Sam lo tiene occupato con una chiacchierata apparentemente innocua, Lila si introduce in casa Bates, dove scopre nella stanza di Norman testi e oggetti che rimandano all'occultismo e al sadismo. Incalzato da Sam, Norman gli rivela che sua madre è viva: era stata lui a riportata a casa, dove ora attende l'arrivo di Lila. Dopo questa confessione Norman tramortisce Sam e si precipita a fermare la ragazza. Lila nel frattempo si introduce in cantina, dove trova il cadavere mummificato di Norma. La donna viene quindi aggredita da Norman, vestito e truccato come sua madre: Sam, rianimato dallo sceriffo, irrompe in casa e riesce a neutralizzarlo.
La cattura di Norman Bates causa tumulto nell'opinione pubblica, fomentata dai giornali locali secondo i quali dalla palude (dove vengono ritrovati i cadaveri di Mary e Arbogast) emergeranno in futuro i resti di "migliaia di vittime". Lo psichiatra che anni prima aveva preso in cura Norman rivela a Sam e Lila che lui e Norma avevano vissuto in uno stato di totale interdipendenza sin da quando il padre li aveva abbandonati; a causa della violenza fisica e psicologica cui era stato sottoposto da sua madre, Norman aveva cominciato a identificarsi con Norma, arrivando a indossare i suoi vestiti e truccarsi come lei. Quando Norma aveva trovato un nuovo compagno, il ragazzo era stato preso da una furiosa gelosia e li aveva avvelenati entrambi, fingendo un doppio suicidio; il senso di colpa aveva però causato il crollo psichico di Norman, che aveva sviluppato una doppia personalità "diventando" in determinati momenti la malvagia Norma; aveva poi recuperato il cadavere della donna dal cimitero e lo aveva conservato per continuare a interagirci come se non fosse mai morta, impersonando di volta in volta la madre o sé stesso. "Norma" aveva ucciso Mary perché era a sua volta gelosa del fatto che Norman dedicasse attenzioni a un'altra donna.
Norman Bates è dichiarato pazzo e viene messo in manicomio. Col passare dei giorni, la personalità di Norma prende definitivamente possesso della sua mente: lo accusa dei suoi crimini e gli impone di rimanere calmo e tranquillo per dimostrare agli psichiatri che lei "non farebbe del male a una mosca".

## Personaggi
- Norman Bates: gestore di un motel che si affaccia sulla vecchia autostrada che conduce a Fairvale. Vive da solo con la madre, che lo governa completamente. È un appassionato di tassidermia e psicologia.
- Norma Bates: madre di Norman. È vedova ormai da molti anni ed ha tirato su Norman da sola. Ha un ascendente totale sul figlio.
- Mary Crane: impiegata della "Lowery Agency", ruba 40 000 $ per poter appianare i debiti di Sam, con cui si vuole sposare. Viene uccisa da Norma (Norman) Bates nella sequenza, diventata celeberrima grazie al film, detta "scena della doccia".
- Lila Crane: sorella di Mary, si mette sulle sue tracce in seguito alla scomparsa di questa.
- Sam Loomis: proprietario della ferramenta di Fairvale. È appassionato di musica classica e tenta in tutti i modi di sanare i propri debiti per potersi finalmente sposare con Mary.
- Milton Arbogast: detective privato, assoldato dalla "Lowery Agency" per ritrovare i soldi sottratti da Mary. Anche questi viene ucciso da Norman Bates.
- Lawery: proprietario della "Lowery Agency", datore di lavoro di Mary.
- Tommy Cassidy: proprietario dei 40 000 $.
- Jud Chambers: sceriffo di Fairvale.
- Nicholas Steiner: psicologo che sottopone a una perizia psichiatrica Norman.
- Joe Considine: amante di Norma vent'anni prima, avvelenato da Norman assieme alla madre.

## Seguiti
Robert Bloch scrisse altri due romanzi:
- Psycho II (1982)
- Psycho House (1990)

## Altri media

### Cinema
- Psyco (Psycho), regia di Alfred Hitchcock (1960)[3]
- Psycho II, regia di Richard Franklin (1983)
- Psycho III, regia di Anthony Perkins (1986)
- Psycho, regia di Gus Van Sant (1998)[4]
- 78/52 – documentario, regia di Alexandre O. Philippe (2017)

### Televisione
- Il motel della paura (Bates Motel), regia di Richard Rothstein (1987)[5]
- Psycho IV (Psycho IV: The Beginning) – film TV, regia di Mick Garris (1990)
- Bates Motel – serie TV, (2013-2017)[6]

## Copertina
La copertina della prima edizione in lingua inglese fu disegnata dal grafico italo-americano Tony Palladino: il celebre logo contraddistinse le trasposizioni cinematografiche e il franchise.

## Edizioni in italiano
- Robert Bloch, Il passato che urla, traduzione dall'inglese di Bruno Tasso, Garzanti, Milano 1959
- Robert Bloch, Psycho, traduzione di Bruno Tasso; postfazione di Giuseppe Lippi, A. Mondadori, Milano 1990 ISBN 88-04-33111-9
- Robert Bloch, Psycho, traduzione di Bruno Tasso; postfazione di Giuseppe Lippi, A. Mondadori, Milano 1995 ISBN 88-04-40118-4
- Robert Bloch, Psycho, traduzione di Bruno Tasso, Sperling & Kupfer, Milano 1999] ISBN 88-200-2826-3
- Robert Bloch, Psycho: romanzo, postfazione di Roberto Silvestri; traduzione dall'inglese di Martina Rinaldi, TIF, Roma 2003 ISBN 88-347-0917-9
- Robert Bloch, Psycho: romanzo, postfazione di Loris Tassi; traduzione di Bruno Tasso, Il saggiatore, Milano 2014 ISBN 978-88-428-1981-3
- Robert Bloch, Psycho, traduzione di Martina Rinaldi, Bompiani, Milano 2015 ISBN 978-88-452-8050-4